# 道の駅おばあちゃん市・山岡
道の駅おばあちゃん市・山岡（みちのえき おばあちゃんいち・やまおか）は、岐阜県恵那市山岡町田代にある岐阜県道33号瑞浪上矢作線の道の駅である。

## 概要
日本一の生産量を誇る山岡の寒天（全国の約8割）や地元野菜、地元のおばあちゃんたちが丹精込めて作った味噌や佃煮、煮豆などヘルシーな惣菜のほか、全国の様々な名産品を販売している。
食物繊維豊富な寒天は、レストラン「みはらし茶屋」でも食べられる。
平成7年からは、毎週日曜朝市が開かれている。その他季節の行事や茶会、年末年始にはイルミネーションライトアップなどが行われている。

## 施設
- 駐車場
  - 普通車：55台
  - 大型車：6台
  - 身障者用：2台
- トイレ
  - 男：大 3器（2器）、小 6器（5器）
  - 女：6器（5器）
  - 身障者用：1器（1器）

※（）内は24時間使用可能
- 地域活性化施設
  - みはらし茶屋（レストラン、9:00 - 15:00）
  - 産直品売り場（売店、9:00 - 17:00、3月から10月の土日祝日は18時まで延長） - ここではかつての駅長がトヨタ自動車の「カンバン方式」にならい発案したジャストインタイム方式での仕入れを採用している[6]。
- 水車 - 当道の駅のランドマークとなっている[3][6]。直径24メートルで道の駅開業時に日本一となったが[3][4]、2019年に埼玉県立川の博物館（埼玉県大里郡寄居町）がこれを上回る水車が竣工したことによりの日本一の座から陥落した[4][7]。

## 休館日
- 年末年始

## アクセス
- 岐阜県道33号瑞浪上矢作線 - 登録路線
  - 国道363号

## 周辺
- 小里川
- 小里川ダム
- 笹平CC
- 中央自動車道 瑞浪IC